# Загирова, Сания Сабировна
Сания Сабировна Загирова (тат. Сания Сабир кызы Заһирова; 13 февраля 1918, Большой Менгер, РСФСР — 8 мая 2018, Казань, Россия) — советская работница лёгкой промышленности, раскройщица обуви, Герой Социалистического Труда.

## Биография
Родилась 13 февраля 1918 года в селе Большой Менгер в крестьянской семье.
Окончив семилетнюю школу, в 1934 году приехала в Казань и поступила в школу ФЗО при кожевенно-обувном комбинате «Спартак», после окончания которой стала работать на нём закройщицей. В годы Великой Отечественной войны вернулась в родное село, работала в колхозе — пахала землю и сеяла хлеб, за что была награждена медалью «За доблестный труд в Великой Отечественной войне 1941—1945 гг.».
После окончания войны вернулась на комбинат. Работала качественно и эффективно, выдавая более полутора норм за смену, сэкономив в 1955 году значительное количество кожи. Семилетний план (1959—1965) выполнила за 5 лет и 4 месяца, сэкономив кожаного сырья на 25 тысяч пар обуви, за что была удостоена звания Героя Социалистического Труда.
Выступала инициатором трудовых починов своего объединения, как опытная раскройщица, обучила многих молодых работниц. Также активно она участвовала и в
общественной жизни своего предприятия — неоднократно избиралась членом цехового комитета, назначалась бригадиром, была депутатом райсовета и горсовета; являлась членом общественной организации «Герои Татарстана».
На заслуженный отдых вышла в 1973 году. Воспитала вместе с мужем четверых детей, до своей смерти проживала в Казани. Является старейшей в Татарстане обладательницей почетного звания «Герой Социалистического Труда».
Скончалась 8 мая 2018 года в Казани.

## Награды
- В 1966 году С. С. Загировой было присвоено звание Героя Социалистического Труда с вручением ордена Ленина.
- Также была награждена медалями.